# Gosairhat
Gosairhat (en bengali : গোসাইরহাট) est une upazila du Bangladesh dans le district de Shariatpur. En 2011, on y dénombrait 157 665 habitants.